# Masacre del Día de los Caídos de 1937
En la Masacre del Día de los Caídos de 1937, agentes del Departamento de Policía de Chicago dispararon sobre la multitud y mataron a diez manifestantes desarmados en Chicago, el 30 de mayo de 1937. El incidente se produjo durante el desarrollo de la huelga en las pequeñas acerías en los Estados Unidos.

## Trasfondo
El incidente surgió después de que la compañía U.S. Steel firmase un acuerdo con el sindicato que representaba a los trabajadores metalúrgicos, pero los fabricantes de acero más pequeños, incluyendo a Republic Steel, se negaron a suscribirlo. En señal de protesta, el Comité Organizador de Trabajadores del Acero (SWOC) del Congreso de Organizaciones Industriales (CIO) convocó una huelga.

## Incidente
En Día de los Caídos, cientos de manifestantes se reunieron en el Sam's Place, un antiguo bar y salón de baile situado en la confluencia de la Calle 113 y de la Avenida de Green Bay, que funcionaba como sede del sindicato. Mientras la multitud marchaba hacia la acería de Republic Steel, una línea de policías de Chicago les cortó el paso. Los organizadores de la manifestación argumentaron su derecho a continuar, pero la policía, sintiéndose amenazada, disparó contra la multitud y mató a diez personas, de las que cuatro muriendo ese día y otras seis posteriormente debido a las heridas de bala sufridas. Nueve personas quedaron discapacitadas permanentemente y otras 28 sufrieron heridas graves en la cabeza al ser alcanzados por las porras de la policía.
En el libro Escritos seleccionados de Dorothy Day (que presenció los hechos), los sucesos de la protesta se resumen así: "En el Día de los Caídos, 30 de mayo de 1937, la policía abrió fuego sobre una manifestación de trabajadores del acero y sus familias en la puerta de la Republic Steel Company, en el sur de Chicago. Cincuenta personas recibieron disparos, de las que 10 murieron poco después; y otras 100 fueron golpeadas con porras".

## Legado
Años más tarde, una de las manifestantes, Mollie West, recordó a un policía que le gritó ese día: "Vete de aquí o te meteré una bala en la espalda". Ningún policía fue procesado.
Un tribunal gubernamental declaró que los asesinatos eran "homicidios justificados". La prensa a menudo denominó al incidente los disturbios rojos o del trabajo. El presidente Franklin D. Roosevelt respondió así a una interpelación sindical: "La mayoría de las personas solo dicen una cosa: que ambas partes son una plaga".
Una placa conmemorativa situada en la base de una asta de bandera con los nombres de las 10 personas que fueron asesinadas se encuentra en 11731 South Avenue O, la antigua sede del sindicato, que ahora está ocupada por el Sindicato de Trabajadores del Automóvil. Se instaló treinta años después del día De la masacre, el 30 de mayo de 1967.
La escultura conmemorativa de la masacre del Día de los Caídos de Republic Steel, creada por el ex empleado de Republic Steel Edward Blazak, se presentó en 1981. Originalmente ubicada cerca de la puerta principal en 116th Street y Burley Avenue, se reubicó en 2008, siendo trasladada a 11659 South Avenue O, en la Esquina suroeste de los terrenos de una estación de bomberos.
A raíz de la masacre, el metraje preparado para los noticieros cinematográfico no fue difundido, por temor a crear, en palabras de un responsable de la Paramount News Agency, "histeria de masas". Este documento es conocido con el nombre de Republic Steel Strike Riot Newsreel Footage (Noticiero cinematográfico sobre los disturbios de la huelga de Republic Steel).